# Emil Paul Börner

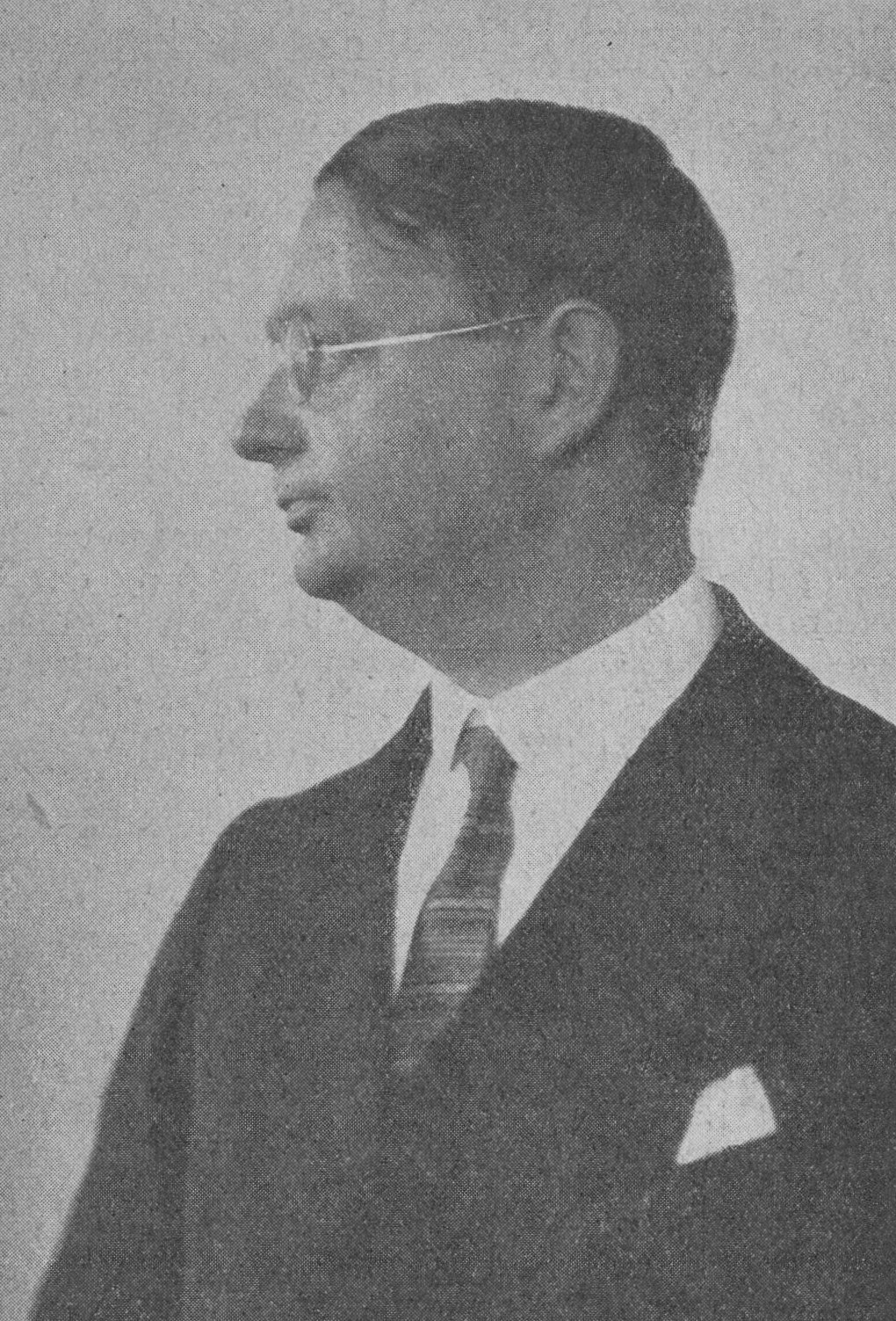
Emil Paul Börner, um 1929

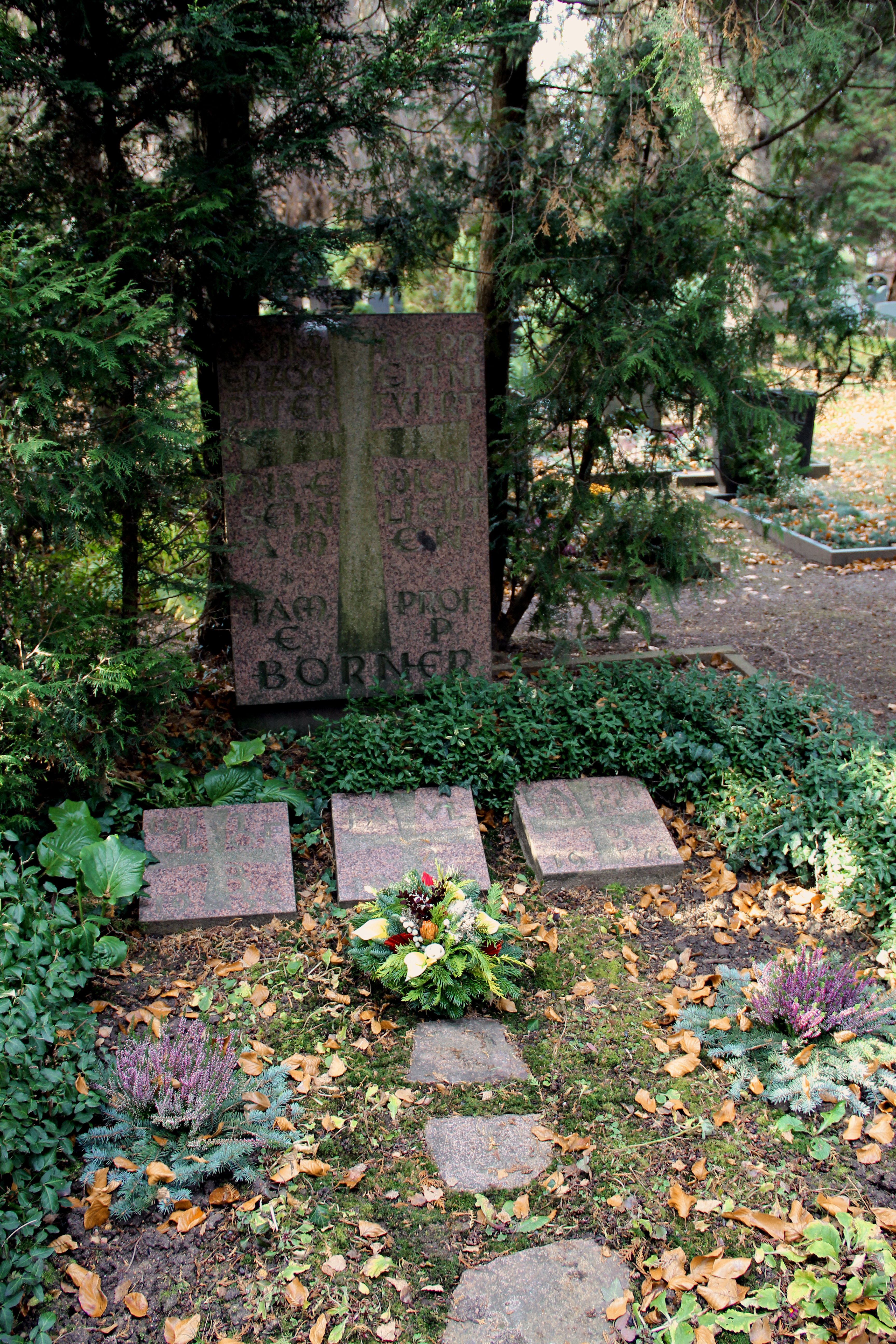
Familiengrabstätte Börner in Meißen

Emil Paul Börner (* 12. Februar 1888 in Meißen; † 7. November 1970 ebenda) war ein deutscher Maler, Bildhauer und Medailleur. Kaum ein anderer Künstler seiner Zeit, welcher ebenfalls für die Meissener Porzellan-Manufaktur arbeitete, erreichte nur annähernd diese schier unaufhaltsame Produktivität und Kreativität in der sogenannten „Pfeifferzeit“ (1918–1933).

## Biografie
Emil Paul Börner wurde am 12. Februar 1888 im Hause seines Vaters Friedrich Emil Börner, einem Tischler und Pianobauer, im Stadtteil Triebischtal, Hirschbergstraße 5 geboren. Sein zeichnerisches Talent entdeckte man schon während der Schulzeit. Er erlernte von 1902 bis 1905 in einer privaten Meißner Manufaktur für dekorierte Porzellane den Beruf eines Porzellanmalers. Nebenher nahm Börner zusätzlichen Privatunterricht in einer Zeichenschule, die ein Figurenmaler aus der Königlichen Manufaktur betrieb. Hier erlernte er vor allem Motive aus der Natur künstlerisch umzusetzen.
Er besuchte 1905 bis 1909 als Schüler von Richard Müller und Oskar Zwintscher die Kunstgewerbeschule Dresden und die Dresdner Kunstakademie. Später wurde er auch Schüler von Sascha Schneider, welcher damals in Italien lebte. Um seinen Aufenthalt und Ausbildungskosten zu finanzieren, gab Börner an einer privaten Zeichenschule in Dresden Unterricht. Von 1909 bis 1910 unternahm er eine Italienreise und lernte in Florenz den Künstler Sascha Schneider kennen. Im dortigen Atelier beschäftigte sich Börner mit der dritten Dimension und der Räumlichkeit. Er erwarb außerdem Erfahrungen im Modellieren und konnte für sich die Liebe zur Plastik gewinnen. Zurück im sächsischen Meißen bewarb er sich mit Erfolg an der Königlichen Porzellanmanufaktur als Maler.
Ab dem 1. Dezember 1910 war er als Maler an der Meißner Porzellanmanufaktur tätig. Dort wurde er 1912 auch Modelleur. Im gleichen Jahr heiratete Börner die Tochter des Besitzers der Meissner Schamotte-Ofen-Fabrik, Katharina Körner. Mit Beginn des Ersten Weltkrieges wurde auch Börner zum Heeresdienst eingezogen. Zwei Jahre Kriegsdienst an der Front beeinflussten Börners künstlerisches Empfinden, und seine Arbeiten wurden nun auch zunehmend von einer expressiven Übersteigerung geprägt. Im Jahre 1921 wurde der Sohn Christoph Witlof Börner geboren. Börner wirkte in dieser Zwischenkriegszeit gleichzeitig als Maler, Medailleur, Plastiker und Formgestalter. Im Jahre 1923 bekam er ein Meisteratelier zunächst für fünf Jahre und 1924 folgte die Berufung zum Professor durch das Finanzministerium in Sachsen. Die Deutsche Keramische Gesellschaft ehrte Börner im Jahre 1930 mit der Böttger-Denkmünze für sein bisheriges künstlerisches Schaffen. Von 1930 bis 1937 war Börner Direktor der künstlerischen Abteilungen der Meißner Porzellanmanufaktur. 1937 verließ Börner den Betrieb und folgte der Berufung als Professor an der Akademie für Kunstgewerbe in Dresden und 1942 an der Dresdner Kunsthochschule. Das Adressbuch Meißen verzeichnete ihn 1939 in der Kaiserstraße 10.
Börner war Mitglied des Reichsverband Bildender Künstler Deutschlands und des Deutschen Werkbunds und in der Zeit des Nationalsozialismus obligatorisch der Reichskammer der bildenden Künste. Es ist für diese Zeit bisher jedoch lediglich 1935 seine Teilnahme an der Dresdner Kunstausstellung bekannt.
Ab 1945 arbeitete er, bis zu seinem Tod, als freischaffender Künstler in Meißen.

## Schaffen

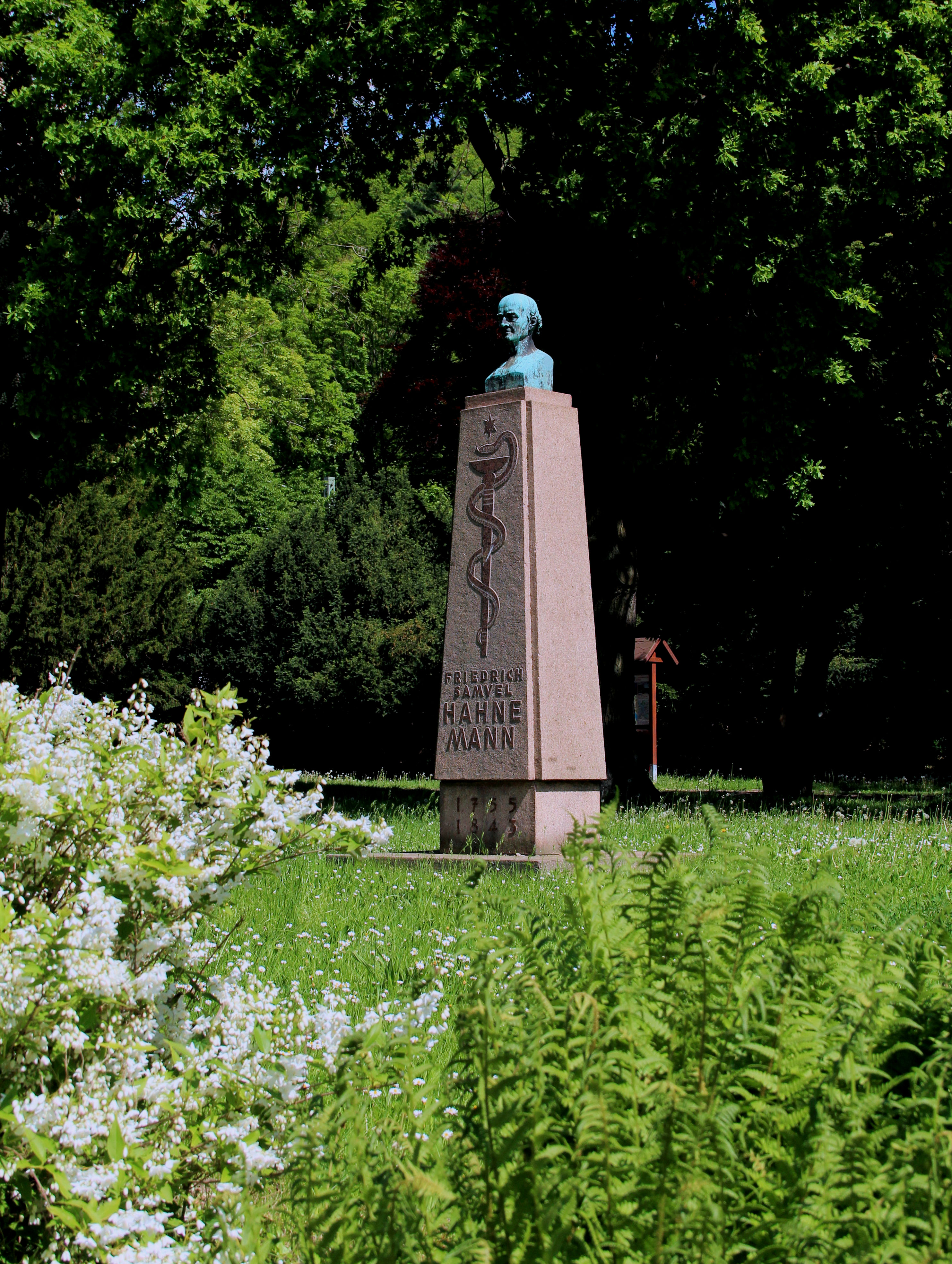
Samuel-Hahnemann-Denkmal in Meißen

Börner war einer der vielseitigen und produktiven Künstler der Meißner Porzellanmanufaktur in den 1920er Jahren. Er begann mit phantasievollen dekorativen Malereien und plastischen Modellen („Papageienvase“, „Weihnachtsmann“, „Odaliske und Harlekin“), entwarf das Tafelservice „Köln“ (1915), schuf Vasen, zahlreiche groteske Musikanten (1925) und Putten (1927), die expressiven Apostelleuchter, das erste stimm- und spielbare Porzellanglockenspiel (1929) in der Meißner Frauenkirche sowie die ausdrucksvolle Ausgestaltung der Gedächtnisstätte in der Nikolaikirche in Meißen (1929). Darunter sind Figurengruppen weinender Frauen und Kinder, die um Tafeln mit den Namen der Toten des Ersten Weltkriegs stehen und mit etwa 2,5 m Höhe und etwa 300 kg Gewicht die größten Porzellanfiguren sind, die bis dahin hergestellt wurden. Auch das dreiteilige Altargemälde und beide Apostelleuchter sind ein Werk des Künstlers. Die Meißner Porzellanmanufaktur verdankt Börner ebenfalls den größten Teil der Münzen (Porzellangeld), Medaillen und Plaketten (seit 1919), die ihn als einen hervorragenden Medailleur ausweisen. Die nach seinen Entwürfen gestalteten Notgeldscheine für verschiedene Auftraggeber bestechen mit einer dramatischen Aussagekraft. Im Jahre 1929 entstanden außerdem die Johannes- und Lukasglocke mit ihren reliefartigen Figurenverzierungen (Bronzeguss) für den Meißner Dom. Die Johannesglocke wiegt 7.820 kg, bei einem Durchmesser von 220 Zentimetern. Sie gilt als eine der figurenreichsten Glocken der Welt.
Das von Börner ausgeschmückte Krematorium Meißen (1928–1931) verweist auf seine künstlerische Universalität bei der Verwendung von verschiedensten Werkstoffen – Teichert-Steinzeug (Vestibül 1930, Urnenmauervasen 1938), Beton (Pietàskupltur 1931), Hartbrandkeramik aus Ziegellehm (Phönix 1931), Bleiglasfenster (1931), Porzellanglockenspiel (1932), Glasmosaike (1936) sind hier auf engstem Raum konzentriert.
Am Anfang der 1950er Jahre kam es erneut zum Kontakt mit der Porzellanmanufaktur Meißen. Aber auch zur Königlichen Porzellan-Manufaktur Berlin pflegte Börner Kontakt und bekam dort Aufträge für den Entwurf von mehreren kleinformatigen Figuren. Weiterhin lieferte Börner in dieser Zeit die Entwürfe der beiden Denkmäler für Ernst Thälmann und August Bebel in Neusörnewitz bei Coswig, welche später umgesetzt wurden. Im Jahre 1957 wurde Börner durch die Stadt Meißen mit der Herstellung eines Denkmalssockels aus Meißner Granit für eine Bronzebüste von Samuel Hahnemann, die im Park hinter der Nikolaikirche platziert wurde, beauftragt. Als sich das 250. Jubiläum der Manufaktur Meißen im Jahre 1960 näherte, gehörte auch Börner mit zu den Künstlern, welche Entwürfe für eine Jubiläums-Kollektion lieferten. Börner legte Entwürfe für einen Geschirrkomplex, einige Vasen, Medaillen und Plaketten vor und erhielt wiederum große Anerkennung. Die Aelteste Volkstedter Porzellanmanufaktur und die Wallendorfer Porzellanmanufaktur kauften zum Ende der 60er Jahre noch mehrere Figurenmodelle vom Künstler an, um sie in ihre Kollektion aufzunehmen.
Das Grab von Emil Paul Börner befindet sich auf dem Alten Johannesfriedhof in Meißen. Wie es die Ausführung von Grabstein sowie den einzelnen Grabplatten vermuten lässt, wurde die Gestaltung schon zu Lebzeiten im Jahre 1956 von Börner selbst vorbereitet.